# Molitorov
Molitorov je vesnice v okrese Kolín, je součástí města Kouřim. Nachází se asi 1,2 km na jihozápad od Kouřimi. V roce 2011 zde bylo evidováno 52 adres.

## Historie
První písemná zmínka o vesnici pochází z roku 1654. Nachází se v berní rule, podle které zde stál dvůr v majetku Jiřího Molitora z Mühlfeldu.

## Pamětihodnosti
- Zámek Molitorov
- Zámek Diblíkov